# George Jivaji Rao Scindia di Gwalior
George Jivaji Rao Scindia Bahadur, Maharaja di Gwalior (Gwalior, 26 giugno 1916 – Mumbai, 16 luglio 1961) è stato un principe e politico indiano.
Fu l'ultimo Maharaja regnante di Gwalior e Governatore (Rajpramukh) del Madhya Bharat dal 28 maggio 1948 al 31 ottobre 1956.

## Vita
Jivaji Rao divenne Maharaja il 5 giugno 1925, succedendo al padre Madho Rao Scindia. Il 21 febbraio 1941, sposò Lekha Divyeshwari Devi, in seguito nota come Vijaya Raje Scindia, imparentata con la potente famiglia Rana del Nepal.
Jivaji Rao regnò sullo Stato di Gwalior come monarca assoluto fino a poco dopo l'indipendenza dell'India del 15 agosto 1947. Dovendo i Sovrani degli Stati principeschi decidere se aderire all'Unione Indiana o al Pakistan, Jivaji Rao firmò un accordo con gli altri principi della regione che diede vita al nuovo Stato del Madhya Bharat nell'ambito dell'Unione Indiana.
Il 28 maggio 1948 Jivaji Rao fu nominato primo Rajpramukh dello Stato e il 15 giugno 1948 venne siglata l'adesione all'Unione Indiana. Ricoprì tale carica fino al momento della fusione del Madhya Bharat nel nuovo Stato del Madhya Pradesh il 31 ottobre 1956.

## Famiglia
Dei cinque figli nati dall'unione con Vijaya Raje Scindia, due in particolare si sono dedicati con successo alla politica e una figlia è nota per essere la madre di Devyani Rana:
- Padmavati Raje 'Akkasaheb' Scindia (1942-64), sp. Kirit Deb Barman, Maharaja di Tripura.
- Usha Raje Scindia (n. 1943), sp. Pashupati SJB Rana.
- Madhav Rao Scindia (1945-2001), sp. Kiran Rajya Lakshmi Kumari Devi dei Rana del Nepal.
- Vasundhara Raje, Capo del governo (Chief Minister) del Rajasthan (2005-2008; 2013-presente), sp. Hemant Singh, Maharaj Rana di Dholpur.
- Yashodhara Raje (n. 1955).

Dopo la morte di Jivaji Rao nel 1961, la sua famiglia rimase attiva in politica, militando nel Congresso o nel Bharatiya Janata.
Nel 1962, Vijaya Raje Scindia fu eletta alla Lok Sabha, dando inizio all'impegno nella politica competitiva-elettiva della nuova India. Fu dapprima membro del Congresso e in seguito divenne un esponente di spicco delBharatiya Janata Party. Madhav Rao Scindia fu eletto alla Lok Sabha nel 1971, tra le file del Congresso e continuò il suo impegno politico fino alla sua morte nel 2001.
Vasundhara Raje è divenuta la prima donna a ricoprire la carica di Capo del governo del Rajasthan nel 2005.

## Titoli
Il nome completo arricchito dai numerosi titoli e cariche di Jivaji Rao è il seguente: Luogotenente-Generale Sua Altezza Ali Jah, Umdat ul-Umara, Hisam us-Sultanat, Mukhtar ul-Mulk, Azim ul-Iqtidar, Rafi-us-Shan Wala Shikoh, Muhtasham-i-Dauran, Maharajadhiraj Maharaja Shrimant George Jivaji Rao Scindia Bahadur, Shrinath, Mansur-i-Zaman, Fidvi-i-Hazrat-i-Malika-i-Mua'zzama-i-Rafi-ud-Darja-i-Inglistan, Maharaja Scindia di Gwalior.